# 唐人おどり
唐人おどり（とうじんおどり）あるいは唐子踊（からこおどり）は、異国風の衣装を身にまとい、異国風の楽器の音にあわせて踊られる日本の伝統芸能のひとつ。「唐人」とは外国人の総称であり、必ずしも中国のみを指しているわけではない。また、地方によって様々なバリエーションがある。

## 各地に残る唐人（唐子）踊り
唐人踊りは、かつては多くの地域で行われていたとされる。朝鮮通信使を由来として現在でも伝承するものは、三重県津市の分部町唐人踊り、三重県鈴鹿市東玉垣町の唐人踊り、岡山県瀬戸内市牛窓町の唐子踊りが残る。
このうち、実際に朝鮮通信使が通過したとされる地域は岡山県瀬戸内市のみで、なぜ朝鮮通信使が通過していない津市と鈴鹿市にこうした芸能が残っているのか、理由は定かではない。
祭りで朝鮮通信使に扮した行列の他の事例として、江戸の山王祭、神田祭、名古屋の東照宮祭、和歌山の東照宮祭、川越の氷川祭礼、土浦祇園祭などで、朝鮮通信使の体裁をとった演目が付祭として演じられている。

### 分部町唐人踊（三重県津市東丸之内）
- 寛永13年（1636年）から続く、津市を代表する郷土芸能の一つ。津まつりの前身である津八幡宮の祭礼の出し物として分部町で生まれた[2]。踊りは朝鮮通信使を模したものとされる[3]。隊列をなし、止まってはラッパを吹き、笛や太鼓の音に併せて「歓喜の踊り」を舞う。
- 1991年（平成3年）3月26日、「唐人踊附 大幟1流」が、三重県無形民俗文化財に指定された[3]。
- ロナルド・トビによれば、祭礼で行われているのは「朝鮮通信使行列」だが、その主役は、朝鮮通信使ではなく、朝鮮の将軍である[4]。ロナルド・トビは、丁酉倭乱（文禄・慶長の役）のとき、津藩の祖・藤堂高虎が連行した何百人もの朝鮮人捕虜の中にいた将軍と考えた方が素直だとしている[4]。また、津が通信使の行程から離れている点も指摘している[4]。

### 唐人おどり（三重県鈴鹿市東玉垣町）
- 毎年4月、牛頭天王神社の春祭りで獅子舞とともに行われる[5]。
- 1976年（昭和51年）4月1日、鈴鹿市指定民俗文化財[6]。朝鮮の農民舞踊が起源。

### 唐子踊（）（岡山県瀬戸内市牛窓町）
- 素盞嗚神社（疫神社）の秋季例祭で奉納される。異国風の華やかな衣装に身を包んだ男児二人が、独特の踊りをする稚児舞。衣装や踊り、歌の内容は、李氏朝鮮風といわれる。意味や起源については不明。[7]
- 1960年（昭和35年）8月23日、岡山県の重要無形民俗文化財に指定された[8][9]。

## 起源についての説
起源については諸説ある。

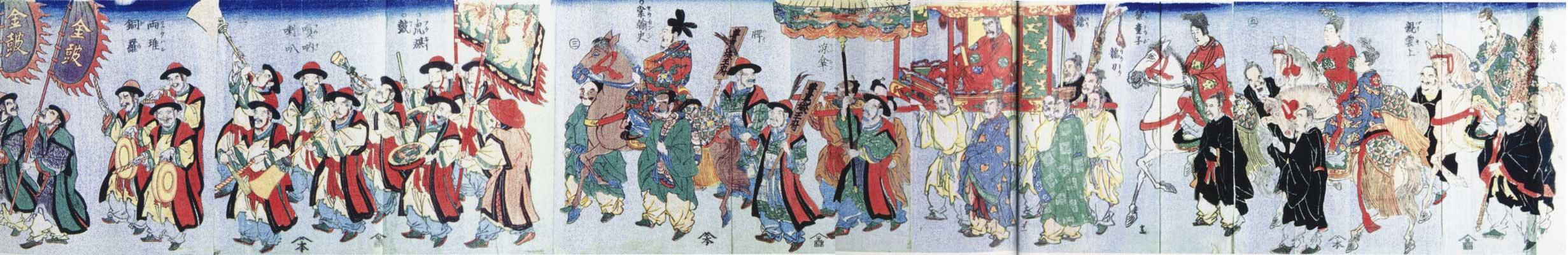
天保3年（1832年）の琉球使節

- 長崎の唐人屋敷に居留していた中国人たちの演じる芸能が各地に伝わったとする説
- 瀬戸内市牛窓町の唐子踊りの起源については、以下の諸説がある[10]。
  - 三韓起源説、神功皇后が三韓からの凱旋のときに始まったとする説。
  - 朝鮮通信使起源説、朝鮮から通信使が渡来したときに伝えたとされる説。
  - 中国起源説、唐子踊りの歌は中国語で解釈することができるという説。
  - 地元創作説
- 江戸上りの 琉球使節や朝鮮通信使に随行していた楽隊や曲芸師などを模したとする説
- 文禄・慶長の役によって連れてこられた朝鮮人捕虜が伝えたとする説
- 南蛮人（ヨーロッパ人）の風俗に影響を受けている説[11]

どの説が主流であるかについても地域によって様々であり、未だ決定的なものは存在しない。

### 唐人踊り（三重県津市）
- 唐人踊 - 三重県教育委員会
- 分部町唐人踊り保存会 - 津まつり

### 唐人おどり（三重県鈴鹿市）
- 唐人おどり - 鈴鹿市文化財ガイド

### 唐子踊（岡山県瀬戸内市）
- 唐子踊（疫神社） (PDF)  - 岡山県
- 唐子踊り（素盞嗚男神社） - 岡山県神社庁
- RNC news every.【いま、伝えたい】復活！ 唐子踊　2022/10/25放送 - YouTube - RNC西日本放送